# Psychrophrynella pinguis
Espèce
Synonymes
- Phrynopus pinguis Harvey & Ergueta, 1998

Statut de conservation UICN

 VU B1ab(iii)+2ab(iii) : Vulnérable
Psychrophrynella pinguis est une espèce d'amphibiens de la famille des Craugastoridae.

## Répartition
Cette espèce est endémique de la province d'Inquisivi dans le département de La Paz en Bolivie. Elle se rencontre dans les environs de Choquetanga Chico à environ 3 450 m d'altitude dans la cordillère Orientale.

## Publication originale
- Harvey & Ergueta, 1998 : A new species of Phrynopus (Anura: Leptodactylidae) from elfin forest in the Bolivian Andes. Journal of Herpetology, vol. 32, n. 4, p. 536-540.